# Chachacomani
O Chachacomani é uma montanha da cordilheira dos Andes, localizada no departamento de La Paz (Bolívia). O Chachacomani ao ter 6.074 msnm. forma parte da elite dos nevados mais altos da Bolívia.
Forma com o Chearoco, um maciço encravado entre o Illampu-Ancohuma e o Condoriri na Cordilheira Real, com imensos terrenos de neve perpétua e gretas alternadas de incontáveis picos nevados que formam uma barreira circular em torno do Chachacomani. Isso torna sua localização difícil já que está escondido entre muitas montanhas, por isso é uma montanha confusa para se identificar à distância, embora seu maciço seja destaque na paisagem para quem vê a cordilheira desde o lago Titikaka.
Até os anos 2000, seu acesso principal era pela face Leste da cordilheira Real, onde de acordo com o livro de Yossi Brain os habitantes locais são descritos como hostis e a rota é mais técnica. Na década de 2010, no entanto, a comunidade Kholla da face Oeste começou a permitir o acesso, que é muito mais simples e desde então a montanha começou a ser mais acessada e escalada.  